# Jorge Mattos
Jorge Mattos foi um nadador e jogador de polo aquático brasileiro.
Campeão brasileiro de natação em 1921, ele foi o grande destaque Jogos Olímpicos Latino-Americanos, de 1922, no Rio de Janeiro, quando conquistou 5 medalhas de ouro, sendo 4 na natação, e mais uma no polo aquático.
Em 1923, ele bateu o recorde sul-americano dos 100m livres.